# دوریان کدی
دوریان کدی (انگلیسی: Dorian Caddy؛ زادهٔ ۲۰ مارس ۱۹۹۵) بازیکن فوتبال اهل فرانسه است.
از باشگاه‌هایی که در آن بازی کرده‌است می‌توان به باشگاه فوتبال نیس اشاره کرد.
وی همچنین در تیم ملی فوتبال France U16 بازی کرده‌است.